# José Luis Moreno-Ruiz
José Luis Moreno-Ruiz,  (Santander, 31 de marzo de 1953 - Madrid, 20 de enero de 2021 )  fue un escritor, periodista, traductor, radiofonista y editor español, que produjo una extensa y variadísima obra, que incluyó crónicas, reportajes, novelas, relatos, guiones radiofónicos y canciones. 
Ejerció de guionista y presentador de espacios propios en Radio Nacional de España, durante diez años, en la que dirigió, guionizó y presentó el programa de madrugada Rosa de Sanatorio, (en Radio 3), uno de los programas, de cultura literaria y musical, más recordado de la radio española, desde el que divulgó un pensamiento libre y crítico, con la misma idea del arte por el arte, no sujeto a encorsetadas ataduras, ni correcciones políticas, y engarzando textos y música seleccionados con el rigor del único canon que marcan la belleza y el humor inteligente, en cualquiera de sus expresiones artísticas.
Posteriormente ejerció el periodismo como jefe de edición de la revista Interviú (Grupo Z) donde colaboró frecuentemente, durante catorce años, con reportajes, entrevistas y crítica cultural.

## Biografía
Novelista, tradujo al español obras de Joseph Conrad, Jack London, G. K. Chesterton, Herman Melville y Robert Louis Stevenson, entre otros.
En la década de 1980 y principios de 1990, presentó y dirigió en Radio 3 de Radio Nacional de España el programa Rosa de Sanatorio, título homónimo al del soneto de Valle-Inclán. 
En el campo de la música colaboró con Javier Corcobado con el que sacó los discos Retratos de Añil (1994) y La Enfermería del Postre (1996) editados por Triquinoise.
En 2004 publicó la novela Párpado amarillo y pálido, en septiembre de 2007 comenzó a publicar sus contribuciones literarias en la red y en 2008 presentó la novela Pereda Cebú ambientada en su ciudad natal.

## Obra

### Novelas
- Crónica de una evocación y trenes (Comunicación literaria de autores, enero, 1978)
- Día de reyes (destruida por el autor) (finalista del primer premio Guernica de novela, 1979 convocado por la editorial Zero-Zyx (sin publicar, pese a las bases del concurso, debido a la quiebra de la empresa. El primer premio fue para Juan Pedro Aparicio, que tampoco vio publicada su obra)
- En tu boca húmeda (Trilogía sórdida I) (Ediciones Libertarias-Prodhufi, 1980 / Koty, 2000) ISBN 84-85641-08-6 / ISBN 84-95579-24-3
- María Angustias, la viuda que concibió sin pecado (Trilogía sórdida II) (Laertes, 1982). Finalista del premio Sésamo de Novela, fallado en noviembre de 1981 ISBN 84-85346-60-2
- Dorada y negra, ológrafa memoria (Trilogía sórdida III) (Ediciones Libertarias-Prodhufi, 1985) ISBN 84-85641-78-7
- Trípode con fugas (Huerga y Fierro Editores, 1997) ISBN 84-89858-04-7
- Melancolía estuporosa (Roger Editor, 1998) ISBN 84-89979-12-X
- Párpado amarillo y pálido (Huerga y Fierro Editores, 2004) ISBN 84-8374-476-7
- Pereda Cebú. Novela provincial (Laertes, 2008) ISBN 84-7584-636-1
- Guaracha de Isla verde & Guaguancó de las Islas Vírgenes (Ebookprofeno, marzo de 2013. Edición digital)

### Relatos
- La muñeca del ventrílocuo y otras narraciones (Laertes, 1986) ISBN 84-7584-045-0
- Ángeles en mis cojones (Moreno-Ávila editores, 1989) ISBN 84-86943-08-6
- Danzón canalla (Grupo Libro, 1992) ISBN 84-7906-136-7
- Somniloquia (Ediciones Libertarias-Prodhufi, 1993) ISBN 84-7954-111-3
- Intraliminal (ejercicios exudatorios para virofóbicas) (La Palma, 1994) ISBN 84-87417-46-9
- Retirada a tiempo parcial/Pasión de adepto (Edición no venal conmemorativa de la apertura de su librería Orson Books, en Santander. Enero de 1999. Contiene textos ya publicados, junto al relato de Olga Gallego, Pasión de adepto)
- Lentas nubes que dan sueño (Huerga y Fierro Editores, 2000) ISBN 84-8374-194-6
- Un poeta embarazado y otras historias (inédito)
- Prontuario de fobias (inédito)
- Coach emocional (Huerga y Fierro editores, 2015)
- Puente largo en Praga (Huerga y Fierro, 2017) "quizás el libro del que más orgulloso me siento"  dice JLMR

### Guion
- La poética lección de Bela Lugosi (Editorial Escombros, México, 2019), último libro editado en vida del autor.(interior y portada ilustrado por Javier Betancourt. alfa-beta. dibujante de nacionalidad Mexicana.)

### No ficción
- Chochito periodista (Roger Editor, 1998) ISBN 84-89979-37-5
- La movida modernosa. Crónica de una imbecilidad política (La Felguera Editores, 2016) ISBN 84-944208-9-4
- Diarios drólaticos 1998-2002,  Diarios ilesos (1998-2002), Escritura, labor inanis (2007-2018) (inéditos). Ante el rechazo de las editoriales, los fue dando en entradas en sus blogs, luego en Google + y finalmente en su cuenta de Facebook. Han contado con diversos títulos, proponiendo el autor finalmente una serie de títulos jocosos que la Wikipedia no admite reproducir por exabruptales. Aquí, también, la eterna corrección política de la nueva censura

### Traducciones
- El estafador y sus disfraces, de Herman Melville (Legasa, 1980. Veintisiete letras, 2011)
- Bajo la mirada de occidente, de Joseph Conrad (Ediciones Libertarias, 1980) (en una entrevista asegura no haber traducido nunca a este autor)
- La isla de las voces, de Robert Louis Stevenson (Legasa, 1981)
- Meditaciones sobre una escoba y la cuestión irlandesa, de Jonathan Swift (Legasa, 1981)
- La Esfinge y otros relatos, de Edgar Allan Poe (Altea, 1986)
- Canciones para una armónica, de Barbara Wersba (traducción de JLMR y Susana Ávila) ( La Gale. 1988. Círculo de lectores, 1990)
- Los niños salvajes, de Felice Holman (traducción de JLMR y Susana Ávila) (La Galera, 1988)
- Carlos, Enma y Alberico, de Margaret Greaves (traducción de JLMR y Susana Ávila. Ilustraciones de Marta Balaguer Barcelón) (La Galera, 1988)
- Cruce de culturas y mestizaje cultural, de Teodorov Tzvetan (Jucar, 1988) (algunas páginas citan a otro traductor)
- Leyenda del astrólogo árabe: Cuentos de la Alhambra, de Washington Irving (Altea, 1989) (traducción y prólogo)
- Retóricas de la antropología, de J. Clifford y G.E. Marcus (Jucar, 1991)
- Historia de la Iglesia en Brasil, de Arlindo Rubert (Mapfre, 1992)
- Pirómano, de Robert Bloch (Grupo Libro 88, 1994)
- El robo del elefante blanco, de Mark Twain (Roger, 1998)
- Confesiones de un asesino Thug, de John Meadows Taylor (Valdemar, 2000)
- La habitación tapizada y otros relatos, de Walter Scott (Valdemar, 2001)
- Días cruciales en América. Diario de la Guerra de Secesión, (1862-1865), de Walt Whitman (Valdemar, 2001) (traducción y prólogo)
- St. Ives, las aventuras de un preso francés en Inglaterra, de Robert Louis Stevenson (Valdemar, 2001)
- Diario de mi vida durante la revolución francesa, de Grace Dalrymple Elliot (Valdemar, 2001) (traducción y prólogo)
- Viajes por el África occidental, de Mary Knigsley (Valdemar, 2001)
- Cuentos de crímenes, fantasmas y piratas, de Daniel Defoe (Valdemar, 2002 y 2017)
- John Barleycorn : las memorias alcohólicas, de Jack London (Valdemar, 2002)
- Los archivos del doctor Hesselius, de Joseph Sheridan Le Fanu (Valdemar, 2002)
- Las nuevas noches árabes. El dinamitero, de Robert Louis Stevenson (Valdemar. 2002)
- El país del ocaso, de Bram Stoker (Valdemar, 2002)
- El pueblo del abismo, de Jack London (Valdemar, 2003)
- La leyenda de Sleepy Hollow y otros cuentos de fantasmas, de Washington Irving (Valdemar, 2002, 2014) (traducción y prólogo)
- Cuentos de soldados y civiles, de Ambrose Bierce (Valdemar, 2003)
- El poeta y los lunáticos, de G.K. Chesterton (Valdemar, 2004)
- El regreso de Don Quijote, de G.K. Chesterton (Valdemar, 2004)
- Las cámaras del horror de Jules de Grandin, de Seabury Quinn (Valdemar, 2004)
- Siempre bienvenidos, de John Berger (Huerga y Fierro editores, 2004. Colección La rama dorada -Ensayos literarios-)
- La isla mágica: un viaje al corazón del vudú, de William Buehler  Seabrook, (Valdemar, 2005)
- Rebelión en el desierto, de T.E. Lawrence (Valdemar, 2005)
- El castillo de Otranto, de Horace Walpole, incluida en Tres piezas góticas (Valdemar, 2006, 2008, edición individual)
- El jardín de humo y otros cuentos de intriga, de G.K. Chesterton (Valdemar, 2005, 2016)
- Cuentos del arco largo, de G.K. Chesterton (Valdemar, 2005)
- La esfera y la cruz, de G.K. Chesterton (Valdemar, 2005)
- El arte del asesinato, 11 relatos de crimen e investigación, de G.K. Chesterton (Valdemar, 2005)
- Dulces sueños, 15 historias macabras, de Robert Bloch (Valdemar, 2005)
- Devils, drugs, and doctors: the story of the science of healing from medicine men to doctor, by Howard W. Haggard (traducción encargada y pagada por la editorial Valdemar que nunca fue publicada)
- Los juguetes de la paz. La cuadratura del huevo, de Saki (Valdemar, 2006)
- El valle de la muerte y otros cuentos de fantasmas, de Ralph Adams Cram (Valdemar, 2006)
- Cuentos populares ingleses (VV.AA) (Valdemar, 2006)
- Una aventura extraordinaria en las sombras y otros relatos fantásticos, de James Mangan (Valdemar, 2006)
- El club de los suicidas. El diamante del rajá, de Robert Louis Stevenson (Valdemar, 2007)
- El que abre el camino, 24 historias macabras, de Robert Bloch (Valdemar, 2007)
- En busca del candidato de Manchuria. La CIA y el control mental. Historia Secreta de sus investigaciones con LSD para la modificación de la conducta, de John Marks (Valdemar, 2007)
- El corazón del mundo. Viaje al último lugar secreto, de Ian Baker (La Liebre de marzo, 2007)
- El clan de los parricidas y otros relatos, de Ambrose Bierce (traducción parcial, junto a Javier Sánchez García-Gutiérrez) (El País, 2009)
- El caso de las dos ciudades, de Qiu Xiaolong (Almuzara, 2009)
- El arte del asesinato. 11 relatos de crimen e investigación, de G.K. Chesterton (Valdemar, 2010)
- Sanguinarius: 13 historias de vampiros, recopilación de José Antonio Navarro (Valdemar, 2010)
- Viajes por el África Occidental, de Mary Henrietta Kingsley (Círculo de Lectores, 2011)
- Nuevos cuentos de los mitos de Cthulhu, de Ramsey Campbell, Ramsey (Valdemar, 2011)
- Durmiendo con chicos malos, de Alice Denham (Huerga y Fierro, 2017)
- Timothy Leary. Una biografía, de Robert Greenfield (nunca se llegó a publicar, pese a cobrar el autor la traducción)
- La hora del diablo, de Fernando Pessoa (Huerga y Fierro, 2021. Edición bilingüe español-portugués) (traducción y prólogo)

### Prólogos (aparte de los ya existentes en alguna de sus traducciones)
- Resurrección, de León Tolstói (traducción de R. González Gerti) (Edaf, 1981)
- La estirpe de McCoy, de Jack London (traducción de Manuel Arce) (Legasa, 1982)
- Fausto, de Johann W. Goethe (traducción de Felipe Ruiz Noriega) (Edaf, 1985)
- Las flores blancas: cuentos y leyendas de México (recopilado y prologado por JLMR. Ilustraciones de Araceli Sanz) (Altea, 1985)
- Ensayo sobre lo cursi. Suprarealismo. Ensayos sobre las mariposas, de Ramón Gómez de la Serna (Moreno-Ávila, 1988)
- Chatarra de sangre y cielo, de Javier Corcobado (Libertarias, 1991)
- El sudor de la pistola 13, de Javier Corcobado (Huerga y Fierro, 1994)
- Escenas y andanzas de la campaña antiflamenca, de Eugenio Noel (Libertarias/Prodhufi, 1995)
- De cabreos y nostalgias, de Nelson Marra (La Palma, 1995)
- El ventrílocuo y la muda, de Samuel Ros (Libertarias/Prodhufi, 1996)
- El cantar del Mío Cid, Anónimo (selección, introducción y notas) (Rueda J.M, 1997)
- La Isla del Tesoro, de Robert Louis Stevenson (traducción de José Torroba) (Roger, 1998)
- La cautiva blanca, Thomas Mayne Reid (Roger editor, 1998)
- ¿Pueden suceder tales cosas? Cuentos fantásticos completos, de Ambrose Bierce (Valdemar, 2005)
- Poemas de un martirio adolescente, de Sebensui Álvarez Sánchez (Baile del Sol ediciones, 2013. Colección: Sitio de Fuego)
- Tinta amarga, de Anna Genovés ISBN-10: 1499172036 ISBN13: 978-1499172034, 2014  Create Space Independent Publishing Platform
- Dios perdona a Satanás, de Javier Corcobado (Huerga y Fierro, 2017)
- Arte de la danza, (1986-1988), de José María Herranz (Los Libros del Mississippi, 2019)

### Radio
- En días como estos, Radio 1 (RNE). Marzo de 1983. Programa semanal emitido la mañana de los sábados y dirigido y presentado por Manolo Ferreras y Jose Antonio Muñoz. El autor, entre otras cosas, realizaba la sección La Pipa de Kif, referida a las sustancias alucinógenas en las culturas de la Antigüedad, y sobre su relación con los rituales mágicos y religiosos. (Esta sección comenzaba con la lectura del poema de Valle-Inclan, sobre una sintonía del grupo Milladoiro). Otros colaboradores fueron Eugenio Domingo, Manuel Luna y Javier Rioyo, que realizaba entrevistas a personajes variopintos
- Tiempos modernos, programa de 1984, en Radio 3, RNE, presentado por Manolo Ferreras, con guiones y secciones, entre otros, de Javier Rioyo, José Luis Moreno-Ruiz y Matías Antolín, (despedido el primer día) Pedro Atienza, Federico Volpini, Fernando Poblet. Otros colaboradores fueron: Joaquín Jordá (cineasta), José Mª Álvarez (poeta), Emilio Sola, Agustín Gª Calvo y Perico Beltrán. Jose luis Moreno Ruiz realiza una sección titulada La Bella y la bestia, con lectura de textos literarios sobre fondo musical que será el precedente de su posterior programa Rosa de sanatorio. Guioniza también los surrealistas seriales parodiando los de la antigua usanza radiofónica
- Las calles de Europa, en RNE, recogía distintos programas sobre distintas ciudades de Europa con ocasión de la entrada de España en la CE. José Luis Moreno Ruiz, Manolo Ferrreras y Javier Rioyo ganan el Premio Ondas de Radio del año 85 por su reportaje, Dinamarca, un confort a plazos
- El Trestero, programa en Radio 3, RNE. JLMR realiza los guiones del programa
- Rosa de Sanatorio, programa en Radio 3, RNE. Programa producido por Susana Ávila y presentado, dirigido y guionizado por Jose Luis Moreno Ruiz desde 1987 al 28 de septiembre de 1990.
- Guiones para noticias en un informativo cultural de Radio 3, junto a Ana Roldán y Pelayo Fernández. El día de su despido José Luis da su última noticia a micro abierto: "Turistas japoneses sodomizados en Las Ventas por un sobrero de Cortijoliva"
- M21, Radio del Ayuntamiento de Madrid, (cerrada por el PP en el 2020) donde José Luis es llamado por Federico Volpini para guionizar y colaborar, (colaboración semanal), haciendo de negro, en diferentes programas. Desde finales de 2016 a principios de 2018.

### Grabaciones musicales
- Retratos de añil (CD, Triquinoise, 1995). Contiene las piezas y letras de:

| 1  | Vampírica misa de réquiem                                         |  |
| 2  | Alevosía                                                          |  |
| 3  | La poesía es un arma cargada de funcionarios                      |  |
| 4  | Esponsales                                                        |  |
| 5  | Incinerador                                                       |  |
| 6  | La poesía es un arma cargada de lesbianas                         |  |
| 7  | Algo                                                              |  |
| 8  | Dulces de hastío                                                  |  |
| 9  | Corazón roto en 2000 pedazos (versión de la canción de Corcobado) |  |
| 10 | Sevillana                                                         |  |

- En la enfermería del postre (CD, Triquinoise, 1996). Contiene las piezas y letras de:

| 1  | Dulce herida                                                                              |  |
| 2  | Esa Manera                                                                                |  |
| 3  | Fiesta Mayor                                                                              |  |
| 4  | Fontana De Trevi                                                                          |  |
| 5  | Regresiones                                                                               |  |
| 6  | Camarera De Postín                                                                        |  |
| 7  | Beso Negro                                                                                |  |
| 8  | En La Enfermería Del Postre                                                               |  |
| 9  | Expectativas (levemente inspirada en el texto de Hans Bellmer Carta de amor a un cadáver) |  |
| 10 | La Misma Canción                                                                          |  |
| 11 | Balada Para un Hombre Solo                                                                |  |
| 12 | Las Tres Caravelas De Quetzalcoatl                                                        |  |
| 13 | La Misma Canción (II)                                                                     |  |

### Conciertos
. Concierto en la sala El Sol (extracto del mismo, Corazón roto en 2000 pedazos)
. Dos conciertos en la sala La Fídula, en solitario, con Susana Cáncer al piano

### Letras de canciones
- Nacimiento abortado, aparecida en el LP de Tijuana in Blue, Sembrando el pánico
- De noche, aparecida en el LP de Corcobado, Ritmo de Sangre

### Colaboraciones (audio)
- Lectura de texto en Seis, segunda canción (de un total de 8) del disco Inducing the Poetic Dreams, de Justo Bagueste (Stereoskop-Maldoror Records, 2003)
- Lectura de texto en Yo no soy nadie (sobre versos del poema de León Felipe Ganarás la luz), tercera canción (de un total de 13) del tercer disco de Nacho Laguna Ensoñándote (La Cúpula. House of Music. 2009). Con la colaboración al piano de Antonio Soteldo
- Lectura de texto, en el final del corto de Susana Moreno Ávila, "Excrementos", de 2014
- Lectura de la carta de Salvador Dalí a Paul Éluard sobre Gala. Montaje videográfico de Susana Moreno Ávila, 2015
- Lectura de "Marcha prenupcial, nupcial y postnupcial sin versos" en el disco homenaje a Carlos Desastre Atardecernaranjainfierno Archivado el 24 de junio de 2021 en Wayback Machine. (El Muelle Records, 2016) Acompañamiento musical de Nacho Laguna. Montaje videográfico de Susana Moreno Ávila. Grabación realizada en diciembre de 2015.
- Lectura de Artículo para la sección de libros de un periódico, Tráiler número 59, perteneciente al proyecto de Javier Corcobado Canción de Amor de un Día (CADUD), grabado en febrero de 2016. Producción y acompañamiento musical de Javier Corcobado y Los Morenitos

### Reportajes y colaboraciones en libros, revistas, fanzines, etc.[8]
- Revista Ínsula, n.º 362, enero 1977, (pag. 8) Publicación de su reseña crítica de los libros El rincón del confesor I (1973-75), de Antón Amargo y La noche de los perros, de Cándido Sanz Vera
- Revista Ínsula, n.º 362, enero 1977, (pag. 16). Publicación de su primer relato, Noche de playa
- Reportaje en el suplemento literario del diario Pueblo sobre la edición en España de La Muerte de Virgilio, de Herman Broch
- Colaboraciones en la revista Ajoblanco (por localizar)
- Colaboraciones en la revista El viejo topo (por localizar)
- Colaboraciones en la revista Askatasuna (por localizar)
- Colaboraciones en la revista Bicicleta (por localizar)
- Colaboraciones en el periódico El Independiente de 1989 a 1991, año de cierre del periódico (por localizar)
- Colaboraciones en el periódico El País (por localizar)
- "Palabra de chicano", en Zona de Obras n.º 11. Este mismo reportaje salió en el diario El Independiente
- "Teoría de la braga", en Zona de Obras n.º 13
- Leyendas de amor y agua en las Islas Cook (fotografías de Tina Hager), en revista Viajar n.º 148 (nov.1997)
- Los refugios del gigante de las nieves en Groenlandia y el ártico canadiense (fotografías de Thomas Hegenbart), en revista Viajar n.º 149 (dic. 1997)
- Reunión: fuego y aromas a orillas del Índico (fotografías de Sylvain Grandadam), en revista Viajar n.º 151 (feb. 1998)
- Sexo, drogas y Santidad, reportaje serializado en la revista Interviú n.º 908 a 913 (23 de septiembre y 28 de octubre de 1993)
- Perversos históricos, con dibujos de Marcelo Spotti, reportaje serializado en diez entregas de la revista Interviú
- Samurais del sexo (desviación de una mentira histórica), relato incluido en el libro Simpatía por el relato (Antología de cuentos escritos por rockeros). Editorial Drakul. Noviembre de 2010
- 41 colaboraciones en Estrella Digital desde el 29 de noviembre de 2013 a 25 de julio de 2014
- Talidomida, fútbol y billares, un recuerdo de adolescencia, artículo en la revista digital AVITE (Asociación de Víctimas de la Talidomida en España (23 de noviembre de 2016)

### Blogs y redes sociales
- Diarios Moreno-Ruiz. Blog del autor, desde el 24 de marzo de 2007 a 18 de abril de 2010
- Contradiarios Moreno-Ruiz. Blog del autor de 2010 a 31 de diciembre de 2015
- En Google plus. Desde mayo de 2016 hasta en cierre de la plataforma en agosto de 2019
- En Facebook. Desde el 5 de abril de 2019 al 20 de enero de 2021

### Entrevistas y reseñas
- Reseña crítica de Carmen Del Moral Ruiz, del libro Crónica de una Evocación y trenes, en la revista Ínsula (junio de 1978)
- Reseña crítica de Angel Basanta del libro Danzón Canalla, publicada en ABC Cultural el 4 de diciembre de 1992
- Videoentrevista, junto a Javier Corcobado, realizada en 1993 para el programa de telecable Maskemusica, durante las jornadas de poesía alternativa del centro de estudios Juan de la Rosa, del Colegio Mayor San Juan Evangelista.
- Videoentrevista, realizada en 1994 por el fotógrafo Gonzalo J. Fuentes, para un videofanzine suyo de la época
- Reportaje en Ajoblanco n.º 61 (marzo de 1994) "JLMR: una voz que no se apaga" de Chema R. Pascual
- Entrevista, a doble página, en el suplemento de El País, El País de las tentaciones (8 de diciembre de 1995) con ocasión de la grabación del primer disco del autor titulado Retratos de Añil (Triquinoise, 1995).
- Entrevista en el fanzine El Cerdo Blanco (el autor no recordaba haberla realizado, es posible que fuese copiada de otra fuente)
- Cuestionario, el 4 de mayo de 2002, en el sitio de autor de la página (hoy ya inexistente) de la editorial Koty (propiedad del periodista Pepe Navarro) con ocasión de la reedición, de En tu boca húmeda, (Ekoty, 2000).
- Entrevista en el programa de Isabel Ruiz Lara, Tres en la carretera, en Radio 3 (RNE). Aunque consta la fecha del programa el 14 de agosto de 2011, contaba JLM-R en su segundo blog, Contradiarios Moreno-Ruiz, que fue realizada por la mañana al menos tres años antes, con un gran resfriado encima
- Entrevista en El País, realizada por Sergio C. Fanjul, con ocasión de la publicación de la Movida Modernosa (3 de noviembre de 2016)
- Entrevista en Mondosonoro, realizada por Luis J. Menéndez, con ocasión de la publicación de la Movida Modernosa (18 de noviembre de 2016)
- Entrevista en La Factoria del Ritmo  con ocasión de la publicación de la Movida Modernosa (noviembre de 2016)
- Entrevista en la revista Cáñamo por Jaime González, con ocasión de la publicación de la Movida Modernosa (febrero de 2017)
- Entrevista completa realizada por Jaime Gonzalez para Cáñamo y publicada en su blog (6 de marzo de 2017)
- Entrevista realizada en el Magazine de Mundo, realizada por Victor Blanco (19 de mayo de 2017)
- Entrevista en el programa  "La estación azul" de RTVE, el 21 de enero de 2018, con motivo de la publicación de su traducción de Durmiendo con chicos malos, de Alice Denham (Huerga y Fierro)
- Videoentrevista en Vuelo 5.26, conectados en descenso, de Radio libre, realizada por Aérea Indira, el 23 de julio de 2020 (Última entrevista del autor)
- Reseña necrológica de Luz Elez y Raúl Fernández (Rauluz) en su blog Caminando sobre la luna, publicada el 25 de enero de 2021
- Reseña necrológica Archivado el 30 de enero de 2021 en Wayback Machine. por Javier Pérez Andujar, en la Cadena Ser, emitida el 30 de enero de 2021
- Reseña Necrológica por Anna Genovés, en su blog Memoria Perdida, publicada el 21 de enero de 2021

### Presentaciones y conferencias.
- En 1981 se celebró en la Facultad de Filosofía y Letras, UCM, una serie de conferencias sobre la producción literaria en los bandos combatientes en la Guerra Civil en las que el autor participa con una conferencia sobre la dicha producción entre los anarquistas, titulada "Literatura y combate".  Los textos de aquellas conferencias salieron publicados en República de las Letras, extra n.º 1, revista entonces de la Asociación Colegial de Escritores.

### Ediciones, como Moreno-Ávila editores
- Ensayo sobre lo cursi. Suprarealismo. Ensayos sobre las mariposas, de Ramón Gómez de la Serna (Moreno-Ávila, 1988)
- La mujer de todo el mundo, de Alejandro Sawa. (Moreno-Ávila, 1988)
- 88 sueños, los sentimientos imaginarios y otros artículos, de Juan Eduardo Cirlot (Moreno-Ávila, mayo de 1988)
- El culto del yo: un hombre libre, de Maurice Barres. (Moreno-Ávila, 1988)
- La venus mecánica, de José Díaz Fernández (Moreno-Ávila, 1989)
- El humor de los amores, de Ramón Irigoyen (Moreno-Ávila, 1989) Colección Post Scriptum n.º 1
- Sin más ni más, de Alberto Cardín (Moreno-Ávila, 1989). Colección Post Scriptum n.º 2
- Ángeles en mis cojones, de José Luis Moreno-Ruiz, (Moreno-Ávila, 1989) Colección Post Scriptum n.º 3
- Literatura, amigo Thomson (1988-1989), de Miguel Sánchez-Ostiz (Moreno-Ávila, 1989) Colección Post-Scriptum n.º 4
- La misiva, de Antonio Ansón (Moreno-Ávila, 1990) Colección Post-scriptum n.º 5
- Transporte de superficie, de Anton Reixa (Moreno-Ávila, 1990) (texto bilingüe en gallego y castellano). Colección Post-scriptum n.º 6

### Ediciones, en Libertarias/Prodhufi. Colección Moreno-Ávila textos
- El hombre de los medios abrazos. Novela de lisiados, de Samuel Ros (Libertarias/Prodhufi, 1992)
- Ferias y atracciones, de Juan Eduardo Cirlot. (Libertarias/Prodhufi, 1992)
- Senos, de Ramón Gómez de la Serna (Libertarias/Prodhufi, 1992)
- Pájaro pinto, de Antonio Espina (Libertarias/Prodhufi, 1992)
- La muerte y su traje, de Santiago Dabove (Libertarias/Prodhufi, 1993)